# Baia delle Isole

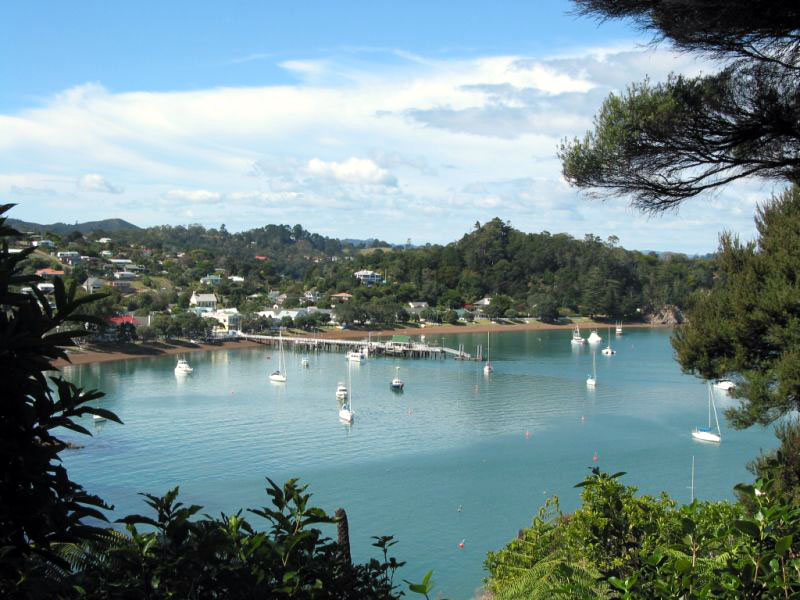
Veduta su Russell

La baia delle Isole (Bay of Islands in inglese) si trova nella regione di Northland nel nord dell'Isola del Nord della Nuova Zelanda. Situata a circa 60 km a nord-ovest di Whangarei, è prossima al punto più settentrionale dell'isola, il capo Reinga. È una delle destinazioni turistiche più popolari della Nuova Zelanda, rinomata per la pesca e la navigazione a vela.

## Geografia
La baia, di forma irregolare, è un sistema di valli sommerse largo circa 16 km che costiuisce un ottimo porto naturale. Contiene 144 isole, di cui la più grande è Urupukapuka, e numerose altre penisole e insenature. Le tre più grandi insenature sono Waikare Inlet nella parte meridionale della baia e della baia di Kerikeri e della baia di Te Puna (Mangonui) nel suo nord-ovest. La penisola di Purerua, a nord della baia di Te Puna, separa la parte nord-occidentale della baia dall'oceano Pacifico, mentre la penisola di capo Brett si protende per 10 km nell'oceano all'estremità orientale della baia. La città più grande della baia è Kerikeri, seguita da Paihia. Il piccolo centro di Russell si trova invece sul limitare di una breve penisola che si protende nella baia da sud-est.

## Storia
Il primo europeo a visitare la regione fu il capitano James Cook, che diede alla baia il nome di baia delle Isole nel 1769.
È in questa stessa baia che il navigatore francese Marc-Joseph Marion Dufresne fu ucciso e mangiato dai nativi nel 1772.
Charles Darwin, a bordo del Beagle comandato dal Capitano Fitzroy, vi arriva il 21 dicembre 1835 e racconta la sua breve permanenza nella regione nel Diary of the Voyage of HMS Beagle.
È la prima regione della Nuova Zelanda ad essere colonizzata dagli europei. I balenieri arrivarono alla fine del XVII secolo e i primi missionari nel 1814. Il primo bambino europeo nato in Nuova Zelanda, Thomas King, nacque a Oihi Bay nella baia delle Isole.
Hartley Webster potrebbe essere stato il primo fotografo (o uno dei primi) a visitare la baia negli anni Cinquanta dell'Ottocento.